# Liste der Nummer-eins-Hits in den Rhythmic Airplay Charts (1998)
| Singles |
| --- |
| - Usher – You Make Me Wanna... - 12 Wochen (18. Oktober 1997 – 9. Januar 1998, insgesamt 13 Wochen) - Somethin’ for the People featuring Trina & Tamera – My Love Is The Shhh! - 1 Woche (10. Januar – 16. Januar) - Usher – You Make Me Wanna... - 1 Woche (17. Januar – 23. Januar, insgesamt 13 Wochen) - K-Ci & JoJo – All My Life - 7 Wochen (24. Januar – 13. März) - Usher – Nice & Slow - 3 Wochen (14. März – 3. April) - Brian McKnight – Anytime - 4 Wochen (4. April – 1. Mai) - Next – Too Close - 7 Wochen (2. Mai – 19. Juni) - Brandy und Monica – The Boy Is Mine - 9 Wochen (20. Juni – 21. August) - Aaliyah – Are You That Somebody? - 10 Wochen (22. August – 30. Oktober) - Monifah – Touch It - 1 Woche (31. Oktober – 6. November) - Lauryn Hill – Doo Wop (That Thing) - 1 Woche (7. November – 13. November) - Dru Hill feat. Redman – How Deep Is Your Love - 4 Wochen (14. November – 11. Dezember) - Brandy – Have You Ever? - 9 Wochen (12. Dezember 1998 – 19. Februar 1999) |